# Accipiter haplochrous
Accipiter haplochrous е вид птица от семейство Ястребови (Accipitridae). Видът е почти застрашен от изчезване.

## Разпространение
Разпространен е в Нова Каледония.